# 秋山隆
秋山 隆（あきやま たかし、1937年7月4日 - ）は、元NHKアナウンサー。現在は日本語センター所属。

## 人物
東京都出身。東京都立小山台高等学校、早稲田大学卒業。1962年にNHKへ入局。
現職時代は佐賀、名古屋、東京アナウンス室などで勤務した。佐賀時代は放送部アナウンス担当副部長として、山本哲也を指導。鉄道が好きらしく（鉄道ピクトリアルに執筆経験有り）、ラジオ深夜便では自身の担当回に放送されるコーナー「深夜便アーカイブス」において駅の様子や車両の走行音を取り上げたり、リスナーから寄せられた鉄道に関する手紙を紹介していたこともある。

## 現在の担当番組
- ラジオニュース（土曜日に寺田道雄アナウンサーと隔週交代で、11時台と14時台の時間帯のニュースと16時の気象通報(ラジオ第2放送)を担当）

## 過去の担当番組
- 一点中継・つくる（1988年度 語り）
- ニュースウェーブNHK東海（1992年度）
- NHKきょうのニュース（ニュースリーダー 週末）
- サンデージョッキー（定年退職後も2005年3月まで担当）
- 新日本紀行（ナレーション）
- わたしの歌日記
- ラジオ深夜便（偶数土曜日スタート分 2007年度）
- ひるの散歩道
- NHKラジオ夕刊（ニュースリーダー）